# Liderzy Łotewskiej Socjalistycznej Republiki Radzieckiej

## Łotewska Socjalistyczna Republika Radziecka (1918-1920)

### Przewodniczący rządu
| # | Imię i Nazwisko            | Portret | Kadencja        | Kadencja        | Partia polityczna | Partia polityczna |
| # | Imię i Nazwisko            | Portret | Od              | Do              | Partia polityczna | Partia polityczna |
| - | -------------------------- | ------- | --------------- | --------------- | ----------------- | ----------------- |
| 1 | Pēteris Stučka (1865-1932) |         | 17 grudnia 1918 | 3 stycznia 1920 |                   | LKP               |

## Łotewska Socjalistyczna Republika Radziecka (1940-1990)

### I Sekretarz Komitetu Centralnego Komunistycznej Partii Łotwy
| # | Imię i Nazwisko               | Portret | Kadencja            | Kadencja            |
| # | Imię i Nazwisko               | Portret | Od                  | Do                  |
| - | ----------------------------- | ------- | ------------------- | ------------------- |
| 1 | Jānis Kalnbērziņš (1893-1986) |         | 21 czerwca 1940     | 25 listopada 1959   |
| 2 | Arvids Pelse (1899-1983)      |         | 25 listopada 1959   | 15 kwietnia 1966    |
| 3 | Augusts Voss (1919-1994)      |         | 15 kwietnia 1966    | 14 kwietnia 1984    |
| 4 | Boriss Pugo (1937-1991)       |         | 14 kwietnia 1984    | 4 października 1988 |
| 5 | Jānis Vagris (ur. 1930)       |         | 4 października 1988 | 7 kwietnia 1990     |
| 6 | Alfreds Rubiks (ur. 1935)     |         | 7 kwietnia 1990     | 24 sierpnia 1991    |

W latach 1940–1990 urząd głowy państwa pełnił organ kolegialny, jego przewodniczący pełnił jedynie m.in. funkcje reprezentacyjne i protokolarne

### Przewodniczący Prezydium Rady Najwyższej Łotewskiej SRR
| # | Imię i Nazwisko                  | Portret | Kadencja            | Kadencja            | Partia polityczna | Partia polityczna |
| # | Imię i Nazwisko                  | Portret | Od                  | Do                  | Partia polityczna | Partia polityczna |
| - | -------------------------------- | ------- | ------------------- | ------------------- | ----------------- | ----------------- |
| 1 | Augusts Kirhenšteins (1872-1963) |         | 25 sierpnia 1940    | 11 kwietnia 1952    |                   | LKP               |
| 2 | Kārlis Ozoliņš (1905-1987)       |         | 11 kwietnia 1952    | 27 listopada 1959   |                   | LKP               |
| 3 | Jānis Kalnbērziņš (1893-1986)    |         | 27 listopada 1959   | 5 maja 1970         |                   | LKP               |
| 4 | Vitālijs Rubenis (1914-1994)     |         | 5 maja 1970         | 20 sierpnia 1974    |                   | LKP               |
| 5 | Pēteris Strautmanis (1919-2007)  |         | 20 sierpnia 1974    | 22 lipca 1985       |                   | LKP               |
| 6 | Jānis Vagris (ur. 1930)          |         | 22 lipca 1985       | 6 października 1988 |                   | LKP               |
| 7 | Anatolijs Gorbunovs (ur. 1942)   |         | 6 października 1988 | 3 maja 1990         |                   | LKP               |

### Szefowie rządu
| # | Imię i Nazwisko                  | Portret | Kadencja            | Kadencja            | Partia polityczna | Partia polityczna |
| # | Imię i Nazwisko                  | Portret | Od                  | Do                  | Partia polityczna | Partia polityczna |
| - | -------------------------------- | ------- | ------------------- | ------------------- | ----------------- | ----------------- |
| 1 | Vilis Lācis (1904-1966)          |         | 25 sierpnia 1940    | 27 listopada 1959   |                   | LKP               |
| 2 | Jānis Peive (1906-1976)          |         | 27 listopada 1959   | 23 kwietnia 1962    |                   | LKP               |
| 3 | Vitālijs Rubenis (1914-1994)     |         | 23 kwietnia 1962    | 5 maja 1970         |                   | LKP               |
| 4 | Jurijs Rubenis (1925-2004)       |         | 5 maja 1970         | 6 października 1988 |                   | LKP               |
| 5 | Vilnis Edvīns Bresis (1938-2017) |         | 6 października 1988 | 7 maja 1990         |                   | LKP               |